# Doliops conspersa
Doliops conspersa är en skalbaggsart som beskrevs av Aurivillius 1927. Doliops conspersa ingår i släktet Doliops och familjen långhorningar.
Artens utbredningsområde är Filippinerna. Inga underarter finns listade i Catalogue of Life.